# Ural-375D
Ural-375D je sovětský 8,4 tunový nákladní automobil s pohonem 6x6, vyvinutý v Uralském automobilovém závodě roku 1961. Ural-375D nahrazoval starší nákladní automobil ZIL-157 a po čase byl sám nahrazen novějším vozidlem Ural-4320. Jeho podvozek se stal základem např. pro raketomet BM-21 Grad.

## Vývoj
Prvním předchůdcem vozidla Ural-375D byl NAMI-020, vyvíjený specialisty z firmy NAMI (rus. Centraľnyj naučno-issledovateľnyj avtomobiľnyj i avtomotornyj institut – Центральный научно-исследовательский автомобильный и автомоторный институт). Vozidlo bylo představeno v roce 1955. Mělo pohon 6x6, používalo benzínový osmiválcový motor s výkonem 180 koní. Vozidlo mělo trvale zapnutý pohon přední nápravy a zadní náprava mohla být vypnuta a zapnuta. I navzdory technickým nedostatkům bylo nařízeno pokračovat ve vývoji, neboť v zkouškách porazil konkurenční vozy GAZ-63 a ZiS-151.

### Ural-375
V květnu 1958 byl veřejnosti představen nový, upravený NAMI-020, který dostal označení Ural-375. Nové vozidlo mělo oproti staršímu prototypu jiné umístění motoru, chladiče, blatníky a odlišnou konstrukci kabiny a řízení. Zkoušky vozidla proběhly v dubnu 1959. Byly testovány dvě verze – Ural-375 a Ural-375T. První prototyp měl nosnost 4 500 kg a druhý 5 000 kg. Vozidla měla být určena pro armádu, proto začal paralelně vývoj Ural-377 pro civilní účely.

## Varianty
Nejvíce vyráběným modelem se stal Ural-375D. Vzniklo několik verzí pro různá klimatická pásma, jakými byly například Ural-375Ju pro tropické pásmo a Ural-377K pro Arktidu.
Hlavní nevýhodou vozidla bylo použití benzinového motoru s velkou spotřebou paliva. V roce 1977 se proto objevil nový automobil Ural-4320 s dieselovým motorem. Výroba vozu Ural-375DM, modernizované verze vozu Ural-375D, probíhala minimálně do roku 1991

## Galerie

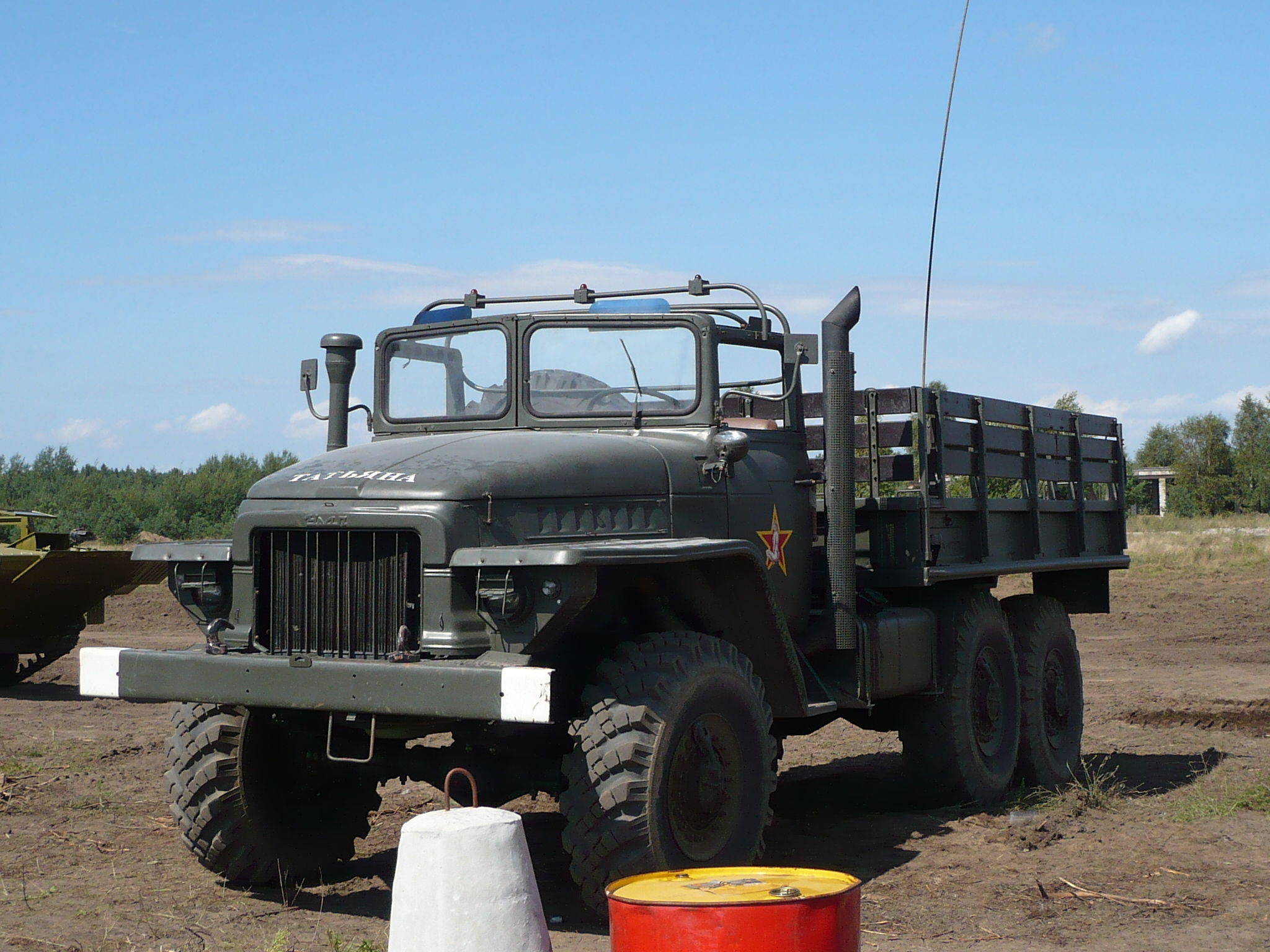
První provedení Ural-375
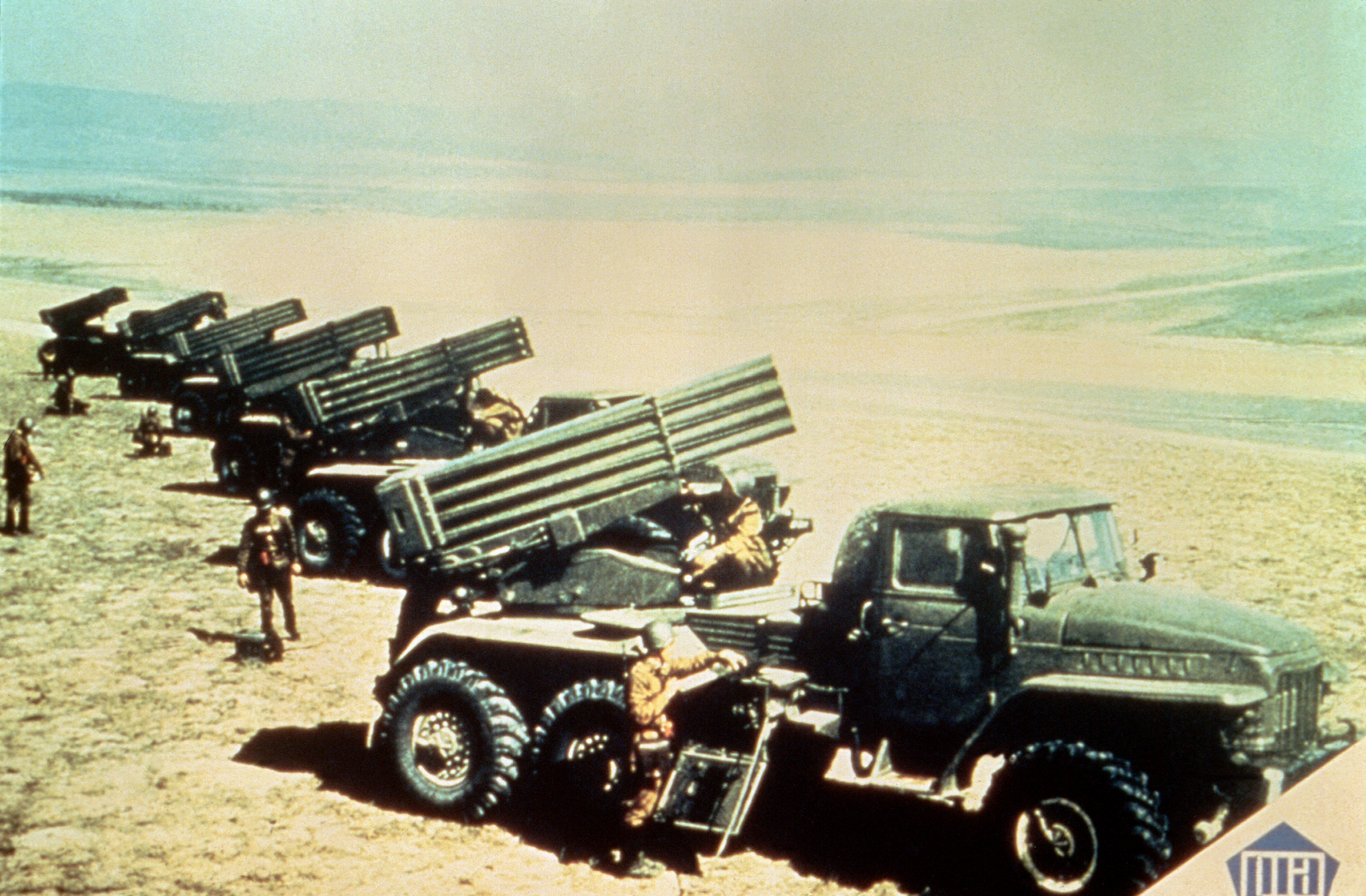
Raketomet BM-21 Grad na voze Ural-375D
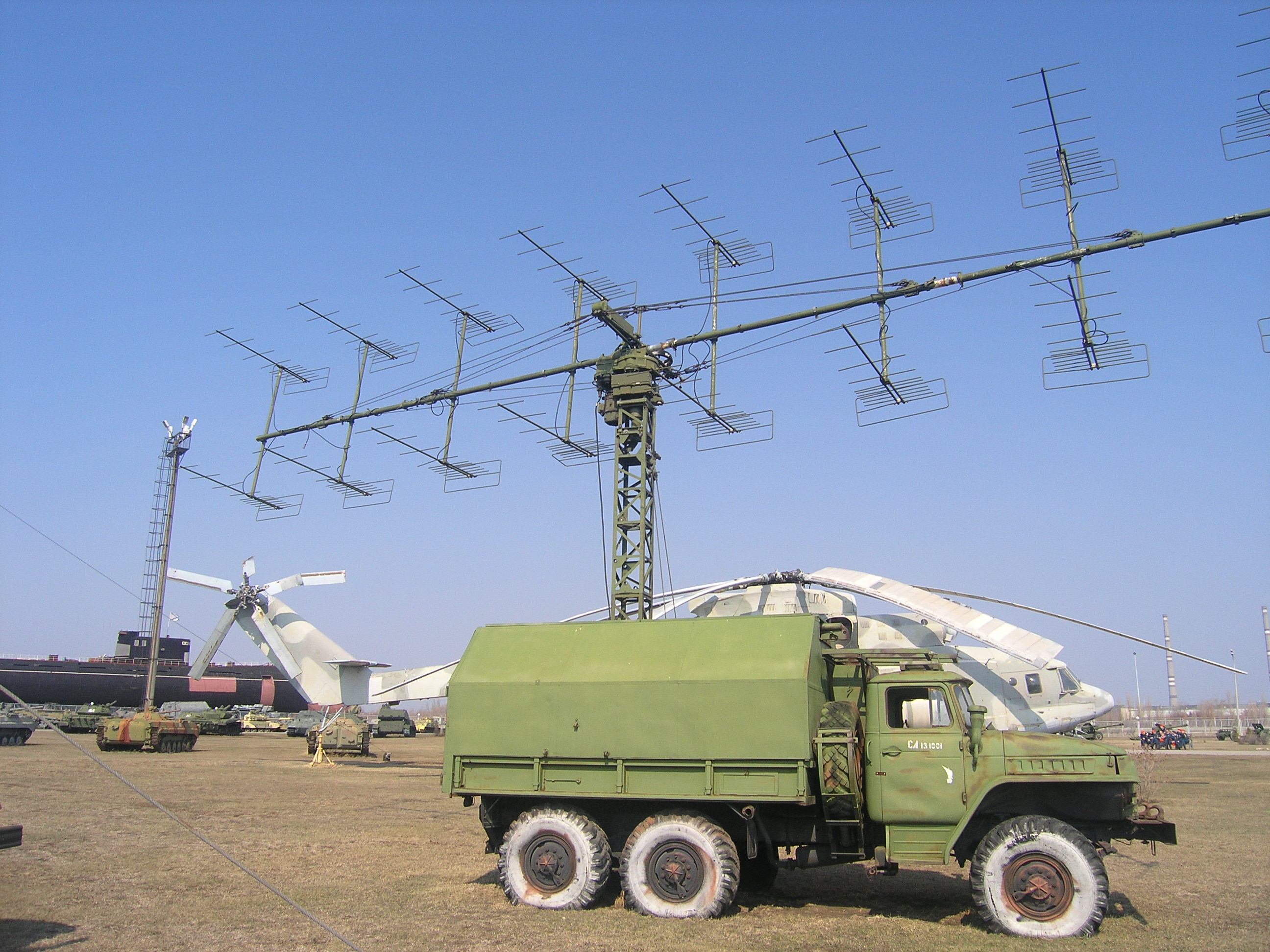
Ural-375D s radarovým systémem P-18
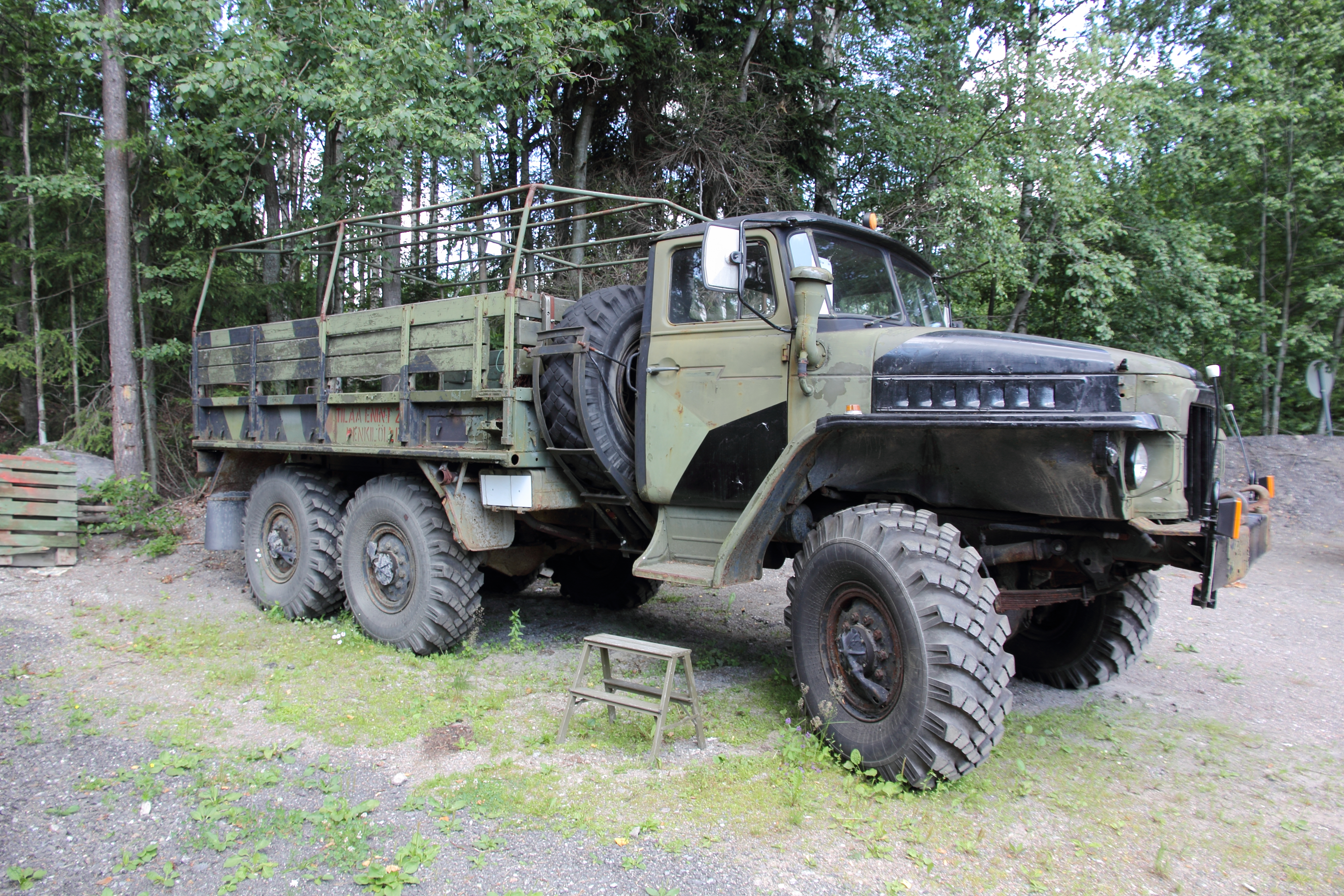
Ural-375D valník
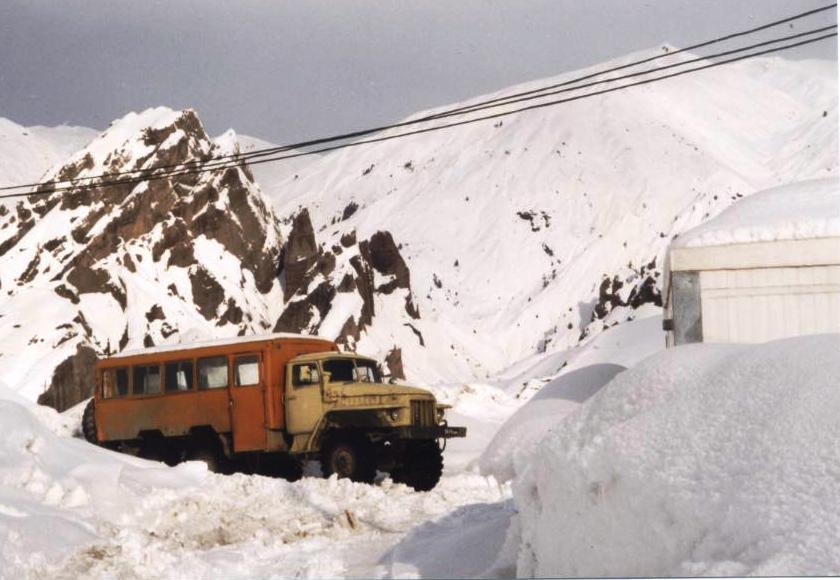
Ural-375D se skříňovou nástavbou